# The Voice from the Sky
The Voice from the Sky (titlu original: The Voice from the Sky) este un film SF, serial, american din 1930 regizat de Ben F. Wilson. În rolurile principale joacă actorii Wally Wales și Neva Gerber.
Era considerat a fi un film pierdut, dar recent a fost redescoperit. Este primul serial cinematografic care are sunet în totalitate.

## Distribuție
- Wally Wales - Jack Deering, U. S. Secret Service
- Neva Gerber (as Jean Delores) - Jean Lovell
- Robert Walker - Edgar Ballin
- J. P. Lockney - Geoffrey Mentor
- Al Haskell - Henchman 'Patch-Eye'
- Cliff Lyons - Henchman 'Humpy'
- John C. McCallum - J. C. Gates
- Merle Farris - Mrs. Deering (Jack's mother)
- The Man from Nowhere (a mysterious black-cloaked figure)